# Cerkiew Zaśnięcia Matki Bożej w Możejkach
Cerkiew Zaśnięcia Matki Bożej – drewniana cerkiew prawosławna w Możejkach, wzniesiona w 1894. Świątynia parafialna.

## Historia
Inicjatorem budowy pierwszej cerkwi w Możejkach był rosyjski kupiec Konstantin Kozłowski, który przekazał na ten cel 5 tys. rubli. Obiekt ten nosił wezwanie Świętego Ducha i po I wojnie światowej został przekazany wojsku, zaadaptowany na szkołę, a następnie zamknięty i porzucony. Prawosławni nie otrzymali zezwolenia na jego remont i ponowne otwarcie dla kultu religijnego, w tym okresie wynajmowali pomieszczenie od możejskiego zboru luterańskiego. W 1928 dawną cerkiew oddano społeczności rzymskokatolickiej. 
Dopiero w 1933 prawosławni zebrali pieniądze na budowę nowej cerkwi, zachowanej do dziś. Budowę wsparł rząd, przekazując część materiału budowlanego (drewno) oraz sumę 5 tys. litów. Nie udało się odzyskać ikonostasu ze starej świątyni, zamiast niego cerkiew w Możejkach otrzymała podobny obiekt z dawnej cerkwi polowej w Olicie. Do II wojny światowej społeczność prawosławna w Możejkach liczyła 379 osób. 
Po II wojnie światowej, chociaż władze stalinowskie zgodziły się zarejestrować cerkiew jako czynną parafię, nie miała ona stałego duchownego opiekuna. Nabożeństwa odbywały się dwa razy w miesiącu.

## Architektura

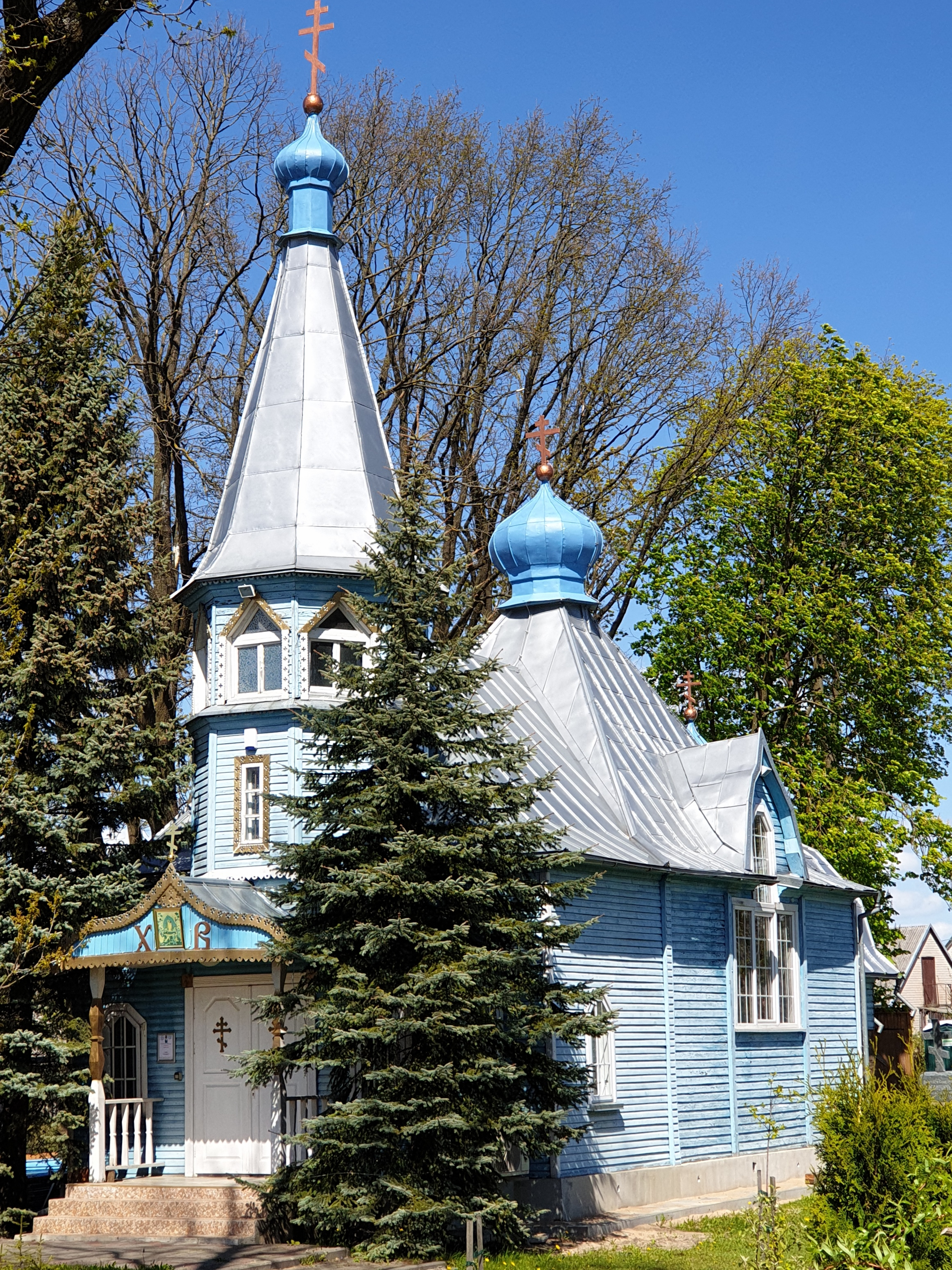
Widok ogólny cerkwi

Cerkiew w Możejkach jest jednonawowa, malowana na błękitno, z dzwonnicą położoną nad przedsionkiem i prezbiterium zdobionym z zewnątrz motywem oślego grzbietu. Ponad nawą i prezbiterium znajdują się niewielkie cebulaste kopuły. Cerkiew posiada dwa kwadratowe okna w nawie oraz dwa półkoliste w prezbiterium. Również dzwonnicę wieńczy niewielka kopuła z krzyżem. We wnętrzu zachował się zabytkowy ikonostas i chorągwie cerkiewne.